# هابل اینکورپوریتد
هابل اینکورپوریتد (انگلیسی: Hubbell Incorporated) شرکت مهندسی آمریکایی است، که در سال ۱۸۸۸ توسط هاروی هابل تأسیس شد.